# Jerimalai
Jerimalai (Asiatu  Kuru) ist eine Kalksteinhöhle, südöstlich des Ortes Tutuala, an der Ostspitze Osttimors. Sie liegt in einer Höhe von 75 m, weniger als einen Kilometer vom Meer entfernt.

## Funde

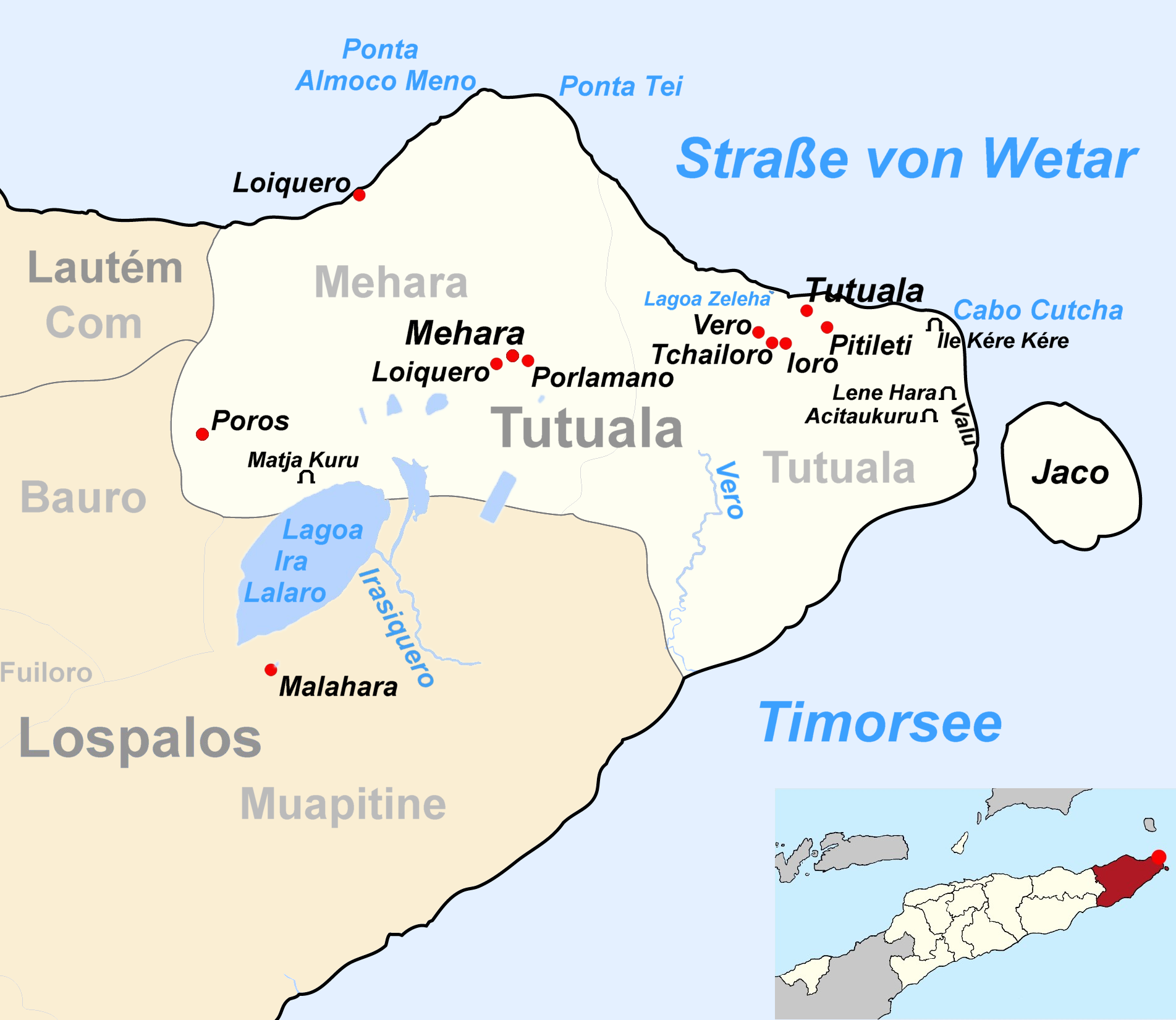
Jerimalai im Osten des Verwaltungsamts Tutuala

Vor 42.000 Jahren lag das Meer noch 55 m tiefer und die Höhle somit 2,8 km vom Meer entfernt. Vor 22.000 Jahren lag der Meeresspiegel aufgrund der letzten Eiszeit sogar 122 m tiefer als heute und Jerimalai 3,5 km vom Ufer entfernt. Da zudem der Weg steiler war, wurde die Höhle zu dieser Zeit kaum benutzt.
Seit 2005 wurden in der Höhle verschiedene archäologische Funde gemacht, die mehr als 42.000 Jahre alt sind (38.255±596 bp in Testschnitt A und  37.267±453 bp für Testschnitt B (Wk-17833)). Das Alter wird nur von Funden in der Höhle Laili übertroffen. Das Alter der Fundstätte in Jerimalai wurde anhand der Radiokarbonmethode ermittelt. Da diese Methode aber hier an ihre Nachweisgrenze stieß, könnte die Fundstelle auch älter als 42.000 Jahre sein. Damit fand die australische Archäologie-Professorin Sue O’Connor von der Australian National University die ältesten menschlichen Spuren auf den Inseln zwischen Südostasien und Australien.
Die steinzeitlichen Bewohner der Höhle ernährten sich von Schildkröten (vermutlich Chelonia mydas), Thunfisch und Riesenratten (vermutlich Coryphomys buehleri). Die Archäologen fanden Steinwerkzeuge und Muschelschalen (Nerita spp., Strombus spp., Trochus spp., Turbo sp.), die als Schmuck verwendet wurden. Die Werkzeuge ähneln den Funden, die dem Homo floresiensis zugeordnet werden, einem Vertreter der Gattung Homo, der bis vor rund 50.000 Jahren auf der nahgelegenen Insel Flores lebte. Die Bewohner von Jerimalai waren aber anatomisch moderne Menschen (Homo sapiens), denn es konnten Anhaltspunkte für ihre fortgeschrittene Entwicklung nachgewiesen werden. So können Fische wie der Thunfisch nur in tiefen Gewässern gefangen werden und nicht in Ufernähe. Dafür sind aber Angelhaken und Boote oder Flöße notwendig.
Die Überreste der Fische stammen zur Hälfte von Arten, die nur in der Tiefsee leben. Dies weist erstmals darauf hin, dass Menschen bereits vor 42.000 Jahren weit ab der Küste auf Fischfang gingen. Zudem konnte man die Bruchstücke des bisher ältesten Angelhakens der Welt finden. Er wird auf ein Alter zwischen 16.000 und 23.000 Jahre geschätzt, ist vier Zentimeter lang und aus der Schale einer Meeresschnecke gefertigt. Der Haken diente aber zum Fang von Fischen in den Küstengewässern, die zu dieser Zeit durch die Bildung der Korallenriffe fischreicher wurden.
In Jerimalai fand man auch Überreste eines Kranichs (Grus sp.) aus dem späten Pleistozän.
Ein weiterer Fund waren fünf Schmuckstücke, die aus der Schale von Nautilus pompilius hergestellt und mit Ocker eingefärbt wurden. Kleine Plättchen mit gebohrten Löchern. Sie stammen aus verschiedenen Zeiten. Das älteste Fundstück wird auf 38.000 bis 42.000 Jahre geschätzt. Da Nautilus pompilius gewöhnlich nur in Tiefen von mehr als 150 m gefangen wird, geht man davon aus, dass die Schalen angespült am Strand eingesammelt wurden. Das würde auch erklären, warum unter den Tausenden Schalenfragmenten (man sammelte bei der Ausgrabung etwa 50 kg Material) nur 268 zu Nautilus pompilius gehörten. Es wird vermutet, dass die Schmuckstücke aus Nautilusschalen eine große kulturelle Bedeutung hatten, weswegen Fundstücke aus mehreren Tausend Jahren stammen.
Die Funde erhärten die Theorie, dass sich der anatomisch moderne Mensch auf der Südroute über die Kleinen Sundainseln von Asien nach Australien ausbreitete und nicht über die Nordroute über Borneo, Sulawesi und Neuguinea. O’Connor bezeichnet daher den Fundort als weltbedeutend. Frühere Funde auf den Inseln der Südroute waren deutlich zu jung, um diesen Ausbreitungsweg zu belegen.
Keramikfunde in den Testschnitten wurden auf 5500 bp datiert, die Ausgräberin beurteilt dieses überraschend frühe Datum jedoch als nicht völlig gesichert.

## Belege
- Sue O’Connor: New evidence from East Timor contributes to our understanding of earliest modern human colonisation east of the Sunda Shelf. (PDF; 659 kB) In: Antiquity 81, 2007, ISSN 0003-598X, S. 523–535.
- The Age: Timor cave may reveal how humans reached Australia, 22. Dezember 2006